# Veronica (Elvis Costello)
Veronica is een nummer van de Britse muzikant Elvis Costello uit 1989. Het is de eerste single van zijn twaalfde studioalbum Spike.
"Veronica" is mede geschreven door Paul McCartney, ook is hij op de basgitaar te horen. Het nummer gaat over een oudere vrouw wier geheugen achteruit gaat. Dit slaat op Costello's grootmoeder, die leed aan Alzheimer. Het nummer werd een klein hitje op de Britse eilanden, in de Verenigde Staten, Oceanië en Nederland. In het Verenigd Koninkrijk bereikte het een bescheiden 31e positie, terwijl het in Nederland de 11e positie in de Tipparade pakte.